# 링귀니
링귀니(영어: linguine, 발음 /lɪŋˈɡwiːni/) 또는 린구이네(이탈리아어: linguine, 단수: linguina 린구이나[*])는 이탈리아의 파스타이다. 트레네테와 페투치네와 흡사한 납작한 형태다. 너비는 스파게티면보다는 조금 넓지만 페투치네만큼 넓지는 않다. "린구이네"는 이탈리아어로 "작은 혀"라는 의미이다.  더 얇은 형태의 링귀니를 "린구에티네(linguettine)"라고 부른다.
링귀니의 기원은 이탈리아의 리구리아주 제노바다.
링귀니는 캄파니아주에서 널리 사먹으며 링귀니 파스타를 사용하는 요리로는 링귀니 알레 봉골레(조개를 넣은 링귀니)와 트레네테 알 페스토 등이 있다.
스파게티처럼 길고 가느다란 편이나 단면은 눌러놓은 듯 납작하다. 가늘고 기다란 원통형의 롱 파스타로 ‘얇은 줄’이라는 뜻을 가지고 있다. 링귀네는 이탈리아어로 ‘작은 혀’라는 뜻으로 새의 혀와 유사하다고 해서 붙은 이름이라고 한다. 어패류로 만든 진한 소스, 바질소스와 잘 어울린다.
스파게티가 보통 고기와 토마토 요리와 같이 먹는 것과는 다르게, 링귀니는 해산물이나 페스토와 함께 먹는 경우가 많다. 링귀니의 재료는 흰 밀가루나 통밀가루 둘 다 가능하다. 후자는 보통 이탈리아에서 만든다. 링귀니의 각 가닥이 스파게티보다 부피가 있기 때문에, 같은 정도로 익히기 위해서는 조금 더 긴 조리 시간이 필요하다.

## 같이 보기
- 페투치네
- 스파게티